# Serviers-et-Labaume
Serviers-et-Labaume este o comună în departamentul Gard din sudul Franței. În 2009 avea o populație de 526 de locuitori.

## Evoluția populației
| An        | 1975 | 1982 | 1990 | 1999 | 2006 | 2009 |
| --------- | ---- | ---- | ---- | ---- | ---- | ---- |
| Populație | 201  | 242  | 310  | 355  | 466  | 526  |